# Giscon (orateur carthaginois, IIIe siècle av. J.-C.)
Pour les articles homonymes, voir Giscon.
Sauf précision contraire, les dates de cet article sont sous-entendues « avant l'ère commune » (AEC), c'est-à-dire « avant Jésus-Christ ».
Giscon est un orateur qui, après la bataille de Zama, en -202, essaya de détourner le peuple d’accepter la paix proposée par Scipion. Annibal, voyant que tout était perdu et persuadé qu’il était impossible d’obtenir de meilleures conditions, interrompit violemment l’orateur et le précipita de la tribune. Puis il s’excusa en disant que, vivant dans les camps depuis l’enfance, il avait oublié les usages des assemblées.

## Source
Tite-Live, XXXe[Quoi ?], 37[Quoi ?].